# فرودگاه مگس
فرودگاه ماگاس (به انگلیسی: Magas Airport) (به زبان بومی: Аэропорт Магас) یک فرودگاه با کد یاتا IGT است. این فرودگاه در کشور روسیه قرار دارد.